# Regierung Blisnaschki
Das Kabinett Blisnaschki stellt die 90. Regierung Bulgariens dar und war vom 5. August 2014 bis zum 7. November 2014 im Amt. Sie war eine Interimsregierung geführt vom parteilosen Ministerpräsidenten Georgi Blisnaschki. Das Kabinett wurde nach landesweiten Protesten gegen die Regierung Orescharski sowie nach der verlorenen Europawahl 2014 am 5. August 2014 gebildet. Ihr folgte am 7. November 2014 die Zweite Regierung von Bojko Borissow.

## Anfangskabinett
- Ministerpräsident: Georgi Blisnaschki (parteilos)
- Stellvertretende Ministerpräsidenten: Ekaterina Sachariewa, Jordan Christoskow, Ilijana Zanowa, Christo Iwanow
- Minister für Inneres: Jordan Bakalaw (parteilos)
- Finanzminister: Rumen Poroschanow (parteilos)
- Außenminister: Daniel Mitow (parteilos)
- Minister für Wirtschaft und Energie: Wassil Schtonow (parteilos)
- Minister für Bildung, Jugend und Wissenschaft: Rumjana Kolarowa (parteilos)
- Verteidigungsminister: Welissar Schalamanow (parteilos)
- Justizminister: Christo Iwanow (parteilos)
- Europaminister: Ilijana Zanowa (parteilos)
- Minister für Arbeit und Sozialpolitik: Jordan Christoskow (parteilos)
- Minister für Landwirtschaft und Lebensmittel: Wassil Grudew (parteilos)
- Minister für regionale Entwicklung und Infrastruktur: Ekaterina Sachariewa (parteilos)
- Minister für Verkehr und IT: Nikolina Angelkowa (parteilos)
- Minister für Umwelt und Gewässer: Swetlana Schekowa (parteilos)
- Minister für Gesundheit: Miroslaw Nenkow (parteilos)
- Minister für Kultur: Martin Iwanow  (parteilos)
- Minister für Sport und Sportbildung: Ewgenija Radanowa (parteilos)